# Beecher City
Beecher City is een plaats (village) in de Amerikaanse staat Illinois, en valt bestuurlijk gezien onder Effingham County.

## Demografie
Bij de volkstelling in 2000 werd het aantal inwoners vastgesteld op 493.
In 2006 is het aantal inwoners door het United States Census Bureau geschat op eveneens 493.

## Geografie
Volgens het United States Census Bureau beslaat de plaats een oppervlakte van
2,3 km², waarvan 2,3 km² land en 0,0 km² water. Beecher City ligt op ongeveer 186 m boven zeeniveau.

## Plaatsen in de nabije omgeving
De onderstaande figuur toont nabijgelegen plaatsen in een straal van 20 km rond Beecher City.